# El columpio
El columpio és un curtmetratge d'uns 9 minuts de 1992 dirigit per Álvaro Fernández Armero, qui també és autor del guió, i protagonitzat per Coque Malla i Ariadna Gil. Va ser una preqüela del seu llargmetratge Todo es mentira.

## Argument
Un noi i una noia esperen que passi el metro a l'andana d'una estació, que en aquell moment està deserta. Estan sols i cap dels dos es decideix a trencar el gel. Tot i així s'envien mirades, i encara que no es parla en cap moment se senten els seus monòlegs on pensen el que senten i fan el que no pensen.

## Repartiment
- Ariadna Gil
- Coque Malla

## Premis
Als VII Premis Goya va guanyar el Goya al millor curtmetratge de ficció (1992). també va guanyar tres guardons (pel·lícula, direcció i guió) al Festival de Cine de L'Alfàs del Pi de 1993 i un al Festival de Curtmetratges de Brest de 1993.